# Canada Cup i ishockey
Canada Cup var en ishockeyturnering för herrar som spelades i Kanada och var föregångaren till World Cup i ishockey. Varje gång utom 1981 spelades några matcher även i USA. Turneringen spelades i slutet av augusti/början av september, strax innan ländernas seriespel drog igång. Detta gjorde att spelare från proffsligor som NHL och WHA var tillgängliga.
Alan Eagleson och Douglas Fisher kom med idén, i samband med Summit Series 1972.

## Turneringar och slutsegrare
| År   | Vinnare       | Förlorare       | Finalresultat       | Treor           |
| ---- | ------------- | --------------- | ------------------- | --------------- |
| 1976 | Kanada        | Tjeckoslovakien | 6-0, 5-4 öt         | Sovjetunionen   |
| 1981 | Sovjetunionen | Kanada          | 8-1                 | Tjeckoslovakien |
| 1984 | Kanada        | Sverige         | 5-2, 6-5            | Sovjetunionen   |
| 1987 | Kanada        | Sovjetunionen   | 5-6 öt, 6-5 öt, 6-5 | Sverige         |
| 1991 | Kanada        | USA             | 4-1, 4-2            | Finland         |